# 라브카즈드루이
라브카즈드루이 (폴란드어: Rabka-Zdrój, 독일어: Bad Rabka 바드라브카 [*])
는 폴란드 남부 마워폴스카주 노비타르크군에 위치한 도시로, 면적은 37km2, 높이는 500-590m, 인구는 12,418 명(2021년 기준), 인구 밀도는 338명/km2이다.

## 자매 도시
라브카즈드루이의 자매 도시다.
- 독일 무르하르트
- 프랑스 샤또 공띠에|
- 영국 프롬
- 헝가리 키슈쿤펠레기하자